# Ejal
Ejal (hebr. אייל; pol. Jeleń) – kibuc położony w samorządzie regionu Derom ha-Szaron, w Dystrykcie Centralnym, w Izraelu.
Leży w Szefeli, w otoczeniu miasta Tira, miasteczka Kochaw Ja’ir, kibuców Nir Elijjahu i Ramat ha-Kowesz, oraz osiedla żydowskiego Cufim. Na południe od kibucu przebiega granica terytoriów Autonomii Palestyńskiej, która jest strzeżona przez mur bezpieczeństwa. Po stronie palestyńskiej znajduje się miasto Kalkilja.
Członek Ruchu Kibuców (Ha-Tenu’a ha-Kibbucit).

## Historia
Kibuc został założony w 1949 jako typowa osada obronna na granicy Izraela.

## Kultura i sport
W kibucu znajduje się ośrodek kultury, boisko do piłki nożnej oraz basen pływacki.

## Gospodarka
Gospodarka kibucu opiera się na rolnictwie i sadownictwie. W kibucu funkcjonuje winiarnia Saslove, w której można zwiedzać laboratorium i degustować produkowane wina.
Firma Eyal Microwave Industry Ltd. produkuje mikrofale, podzespoły bloków zasilania, konwertory częstotliwości oraz inne specjalistyczne części elektroniczne.

## Turystyka
W kibucu znajduje się Keren Sahar Vintage Auto Museum posiadające bogatą kolekcję brytyjskich samochodów z lat 30. i 40.

## Komunikacja
Na zachód od kibucu przebiega autostrada nr 6, brak jednak możliwości bezpośredniego wjazdu na nią. Z kibucu wyjeżdża się na zachód na drogę nr 444 , którą jadąc na północ dojeżdża się do miasteczka Kochaw Ja’ir, lub na południe do dróg nr 551  i nr 5504. Drogą nr 551 jadąc na zachód dojeżdża się do węzła drogowego z autostradą nr 6. Drogą nr 5504 jadąc na wschód dojeżdża się do osiedla żydowskiego Cufim.